# Análogo estructural
En química, un análogo estructural, también conocido como análogo químico o simplemente análogo, es un compuesto que tiene una estructura similar a la de otro compuesto, pero que difiere de él con respecto a un componente determinado.
Puede diferir en uno o más átomos, grupos funcionales o subestructuras, que son reemplazados por otros átomos, grupos o subestructuras. Se puede imaginar que se forma un análogo estructural, al menos teóricamente, a partir del otro compuesto. Los análogos estructurales suelen ser isoelectrónicos.
A pesar de una gran similitud química, los análogos estructurales no son necesariamente análogos funcionales y pueden tener propiedades físicas, químicas, bioquímicas o farmacológicas muy diferentes.
En el descubrimiento de fármacos, se crea y prueba una gran serie de análogos estructurales de un compuesto principal inicial como parte de un estudio de relación estructura-actividad  o se examina una base de datos en busca de análogos estructurales de un compuesto principal.
Los análogos químicos de drogas ilegales son diseñados y vendidos para eludir las leyes. A estas sustancias se les suele llamar drogas de diseño. Debido a esto, en Estados Unidos se aprobó la Ley Federal de Análogos (Federal Analogue Act) en 1986. Este proyecto de ley prohibía la producción de cualquier análogo químico de una sustancia de la Lista I o la  Lista II que tenga efectos farmacológicos sustancialmente similares, con la intención de consumo humano.

## Ejemplos
| Metanol |
| Metanol |

| Silanol                                     |
| Silanol, un análogo estructural del metanol |

| Methanethiol                                   |
| Metanotiol, un análogo estructural del metanol |

| Phenethylamine |
| Fenetilamina   |

| Amphetamine |
| Anfetamina  |

| Methamphetamine |
| Metanfetamina   |

## Análogo de neurotransmisor
Un análogo de neurotransmisor es un análogo estructural de un neurotransmisor, normalmente un fármaco. Algunos ejemplos incluyen:
- Análogos de catecolaminas (Fenilefrina, salbutamol, fentermina, etc.)
- Análogos de serotonina (Melatonina, sumatriptán, yohimbina, etc.)
- Análogos de GABA (Ácido valproico, pregabalina, gabapentina, etc.)